# Spartak Sankt Peterburg
Spartak je košarkaški klub iz ruskog grada Petrograda.

## Uspjesi
Kup pobjednika kupova
- Pobjednik: 1973., 1975.
- Finalist: 1971.

Prvenstvo Rusije
- Doprvak: 1993.

Prvenstvo SSSR-a u košarci
- Prvak: 1975., 1992.
- Doprvak: 1970., 1971., 1972., 1973., 1974., 1976., 1978., 1991.
- Trećeplasirani: 1969., 1981., 1985., 1986., 1987.

## Poznati igrači
- Aleksandr Aleksejevič Sizonenko